# 交響曲第8番 (ハイドン)

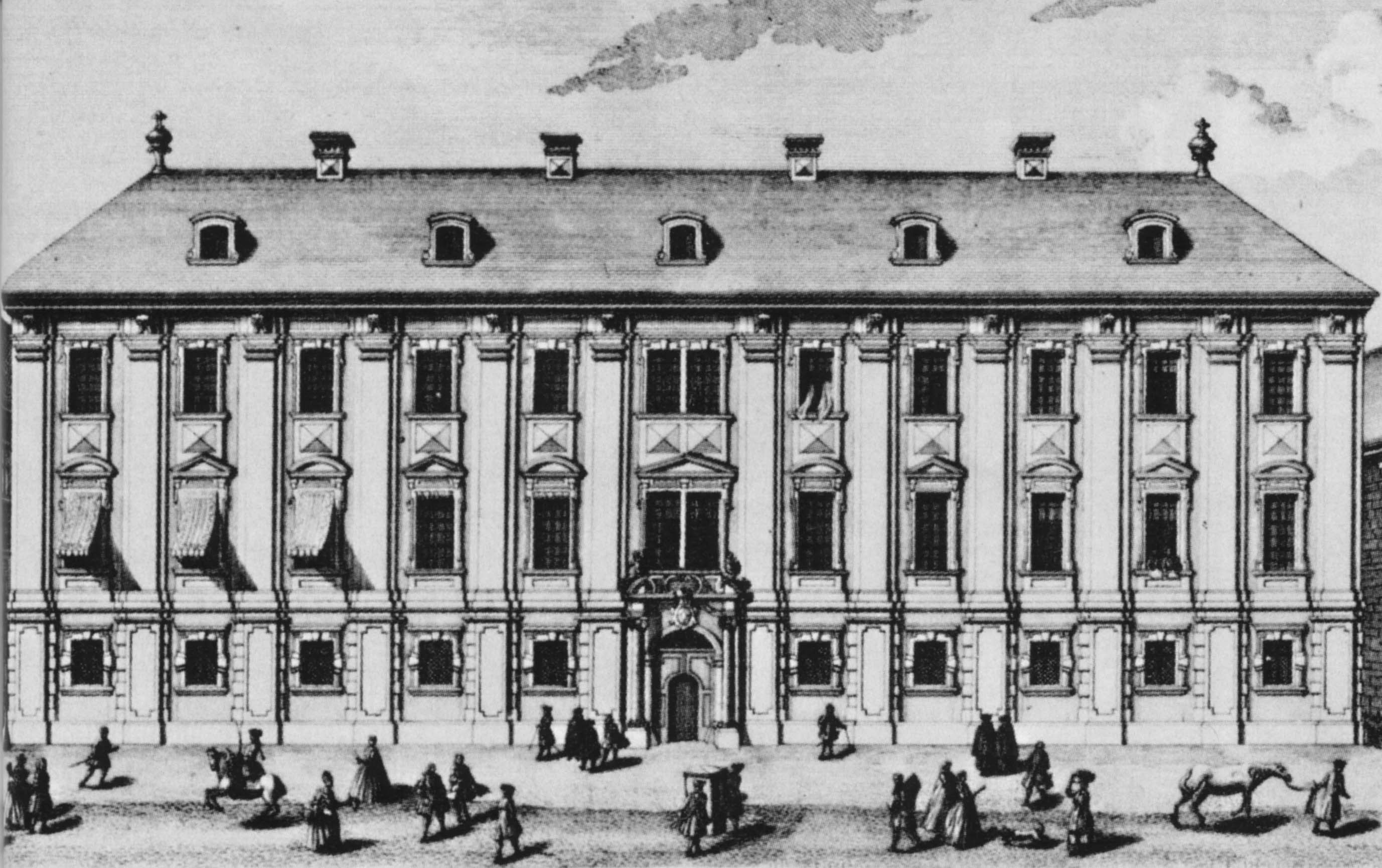
この交響曲が初演されたウィーンのヴァルナーシュトラーセにあるエステルハージ宮殿。

交響曲第8番 ト長調 Hob. I:8 は、フランツ・ヨーゼフ・ハイドンが1761年頃に作曲した交響曲。『夕』（または『夕べ』『晩』とも、仏: Le Soir）の愛称で知られ、第6番『朝』、第7番『昼』とともに三部作を成し、三部作の最後の曲に当たる。

## 概要
「朝・昼・夕」の三部作は、パウル・アントン・エステルハージ侯爵の下に副楽長として仕えることになった作曲者の初期の作品で、19世紀はじめにハイドン伝を著したアルベルト・クリストフ・ディースは、侯爵自身の示唆によって1日の4つの時刻を主題にした弦楽四重奏曲を書いたという逸話を伝えており、おそらくこの三部作のことが誤って伝わったものだろうという。

## 編成
フルート1、オーボエ2、ホルン2、第1ヴァイオリン、第2ヴァイオリン、ヴィオラ、低音（チェロ、ファゴット、コントラバス）。
当時のハイドンの他の交響曲と同様、チェロ・ファゴット・コントラバスの独立したパートはなく、低音にまとめられている。ただし、第2楽章と第4楽章では独奏弦楽器（第1ヴァイオリン、第2ヴァイオリン、チェロ・オブリガート）のパートが独立している。またファゴットは第2楽章に専用のパートがあるほか、第1楽章やメヌエットの中にもファゴットのみで演奏するように指定した箇所が存在する。ヴィオローネ（コントラバス）はメヌエットのトリオで独奏を演奏する。

## 曲の構成
全4楽章、演奏時間は約26分。他の2曲と同様、本曲も合奏協奏曲的な色彩を濃く持っており、特に第4楽章には『嵐』（La Tempesta）という題がつけられている。
- 第1楽章 アレグロ・モルト
ト長調、8分の3拍子、ソナタ形式。

序奏はなく、前2曲に比べて協奏的な性格は少ない。軽やかな第1主題が弦楽器に登場し、フルートが印象的な上昇音階を差し挟んでくる。ニ長調に転じた後にオーボエが旋律を演奏する。展開部は提示部と同様に始まった後にフルートとオーボエに旋律が現れ、弦のトレモロが  で演奏される。再現部は提示部より省略されているが、管楽器のみになる箇所など、提示部より凝った箇所が多い。
主題は当時ウィーンで上演されていたクリストフ・ヴィリバルト・グルックのオペラ・コミック『馬鹿騒ぎ（英語版）』からの引用であるという[2]。

- 第2楽章 アンダンテ
ハ長調、4分の2拍子、ソナタ形式。
2本のヴァイオリンのコンチェルタンテと、チェロ・オブリガート、ファゴット独奏、および弦楽合奏によって演奏される。ファゴットのみが独立した旋律を演奏する箇所はないが、ときに独奏チェロに重ねられ、ときに低音と同じ音を演奏する。2本のヴァイオリンで、美しく、親しみやすい旋律が奏され、独奏チェロとファゴットがそれに続く。ヴァイオリンの高音の伸ばしがしばしば利用される。

- 第3楽章 メヌエット - トリオ
ト長調、4分の3拍子。
メヌエット主部は素朴であっさりした音楽だが、途中8小節にわたって管楽器（フルート1、オーボエ2、ホルン2、ファゴット1）のみで演奏される箇所がある。
トリオでは第6番『朝』や第7番『昼』と同様に、独奏ヴィオローネ（コントラバス）が旋律を演奏し、弦楽器によって伴奏される（実際にはコントラバスとオクターヴで重ねられている場所も多い）。コントラバスの独奏は音域が広く、トリルまで要求される。

- 第4楽章 嵐：プレスト
ト長調、8分の6拍子、ソナタ形式。
上記の通り『嵐』（La Tempesta）と記され、高速なオクターヴの跳躍音型や鋭いリズム、フルートのアルペッジョ（おそらく稲妻を表しており、ずっと後に作曲されたオラトリオ『四季』にも同様の音型が現れる[2]）などにより嵐の吹き抜ける様が描写されている。この楽章でも2つの独奏ヴァイオリンと独奏チェロが独立している。再現部では突然全奏が割り込んできたり、提示部の独奏ヴァイオリンによる旋律が再現部では独奏チェロで現れるなどの工夫がなされている。